# Tashkent Challenger 2009
Il Tashkent Challenger 2009 è stato un torneo professionistico di tennis maschile giocato sul cemento indoor, che faceva parte dell'ATP Challenger Tour 2009. Si è giocato a Tashkent in Uzbekistan dal 12 al 18 ottobre 2009.

## Partecipanti

### Teste di serie
| Nazionalità   | Giocatore           | Ranking* | Testa di serie |
| ------------- | ------------------- | -------- | -------------- |
| Taipei cinese | Lu Yen-hsun         | 76       | 1              |
| Uzbekistan    | Denis Istomin       | 89       | 2              |
| Cipro         | Marcos Baghdatis    | 90       | 3              |
| Belgio        | Christophe Rochus   | 93       | 4              |
| Russia        | Tejmuraz Gabašvili  | 102      | 5              |
| Stati Uniti   | Rajeev Ram          | 103      | 6              |
| India         | Somdev Devvarman    | 129      | 7              |
| Ucraina       | Serhij Stachovs'kyj | 133      | 8              |

- Ranking al 5 ottobre 2009.

### Altri partecipanti
Giocatori che hanno ricevuto una wild card:
- Rifat Biktyakov
- Rohan Bopanna
- Murad Inoyatov
- Vaja Uzakov

Giocatori passati dalle qualificazioni:
- Arsen Asanov (Lucky Loser)
- Andrei Gorban
- Sarvar Ikramov
- Konstantin Kravčuk
- Jiří Krkoška

## Campioni

### Singolare
Marcos Baghdatis ha battuto in finale  Denis Istomin con il punteggio di 6–3, 1–6, 6–3

### Doppio
Murad Inoyatov /  Denis Istomin hanno battuto in finale  Jiří Krkoška /  Lukáš Lacko con il punteggio di 7–6(4), 6–4